# GNU Guix
GNU Guix ist eine Paketverwaltungs-Software für das GNU-System. Es basiert auf dem Prinzip des funktionalen Paketmanagements, das zuerst im Nix-Paketmanager implementiert wurde.

## Geschichte
Das GNU-Projekt kündigte im November 2012 die erste Veröffentlichung des GNU Guix an (man spricht es „Geeks“ aus). Guix ist eine Implementierung eines funktionalen Paketmanagers in Guile Scheme. Das Projekt wurde im Juni 2012 von Ludovic Courtès, einem der GNU Guile Maintainer, ins Leben gerufen. Guix verwendet zwar eine Komponente des Paketmanagers Nix, ist aber kein Fork, sondern ein eigenständiges Projekt. Im Unterschied zu Nix werden Pakete in Guix in einer in Scheme eingebetteten domänenspezifischen Sprache beschrieben. Das ermöglicht es, Guix und seine Paketdatenbank als Scheme-Bibliothek in anderen Anwendungen und Erweiterungen zu verwenden. So war es zum Beispiel möglich, mit relativ wenig Aufwand ein Web-Interface zur Paketverwaltung zu implementieren.

## Guix System
Das Guix-Projekt entwickelt neben dem Paketmanager auch eine Distribution mit dem Namen Guix System (bis Guix 1.0: Guix System Distribution, abgekürzt GuixSD). Dieses ist ein komplett installierbares GNU-System, das als Kernel Linux-libre und als Init-System GNU Shepherd einsetzt. Guix System ist eine freie Systemdistribution im Sinne der Richtlinien für freie Systemdistributionen (FSDG), weshalb ausschließlich freie Software bereitgestellt wird.